# Discographie de Swedish House Mafia
La discographie de Swedish House Mafia se compose d'un album studio, deux compilations, onze singles.

## Albums

### Albums studio
| Titre                                                                          | Détails                                                                   | Meilleures positions | Meilleures positions | Meilleures positions | Meilleures positions | Meilleures positions | Meilleures positions | Meilleures positions | Meilleures positions | Meilleures positions | Meilleures positions | Ventes | Certifications |
| Titre                                                                          | Détails                                                                   | SUE                  | AUT                  | BEL (FL)             | BEL (WAL)            | CAN                  | É-U                  | FRA                  | P-B                  | R-U                  | SUI                  | Ventes | Certifications |
| ------------------------------------------------------------------------------ | ------------------------------------------------------------------------- | -------------------- | -------------------- | -------------------- | -------------------- | -------------------- | -------------------- | -------------------- | -------------------- | -------------------- | -------------------- | ------ | -------------- |
| Paradise Again                                                                 | - Sortie: 22 octobre 2010 - Label: Republic - Formats: CD, téléchargement | 4                    | 59                   | 29                   | 104                  | 48                   | 121                  | 127                  | 63                   | 70                   | 14                   |        |                |
| « — » signifie que l'album ne s'est pas classé ou n'est pas sorti dans le pays |                                                                           |                      |                      |                      |                      |                      |                      |                      |                      |                      |                      |        |                |

### Compilations
| Titre                                                                          | Détails                                                                  | Meilleures positions | Meilleures positions | Meilleures positions | Meilleures positions | Meilleures positions | Meilleures positions | Meilleures positions | Meilleures positions | Meilleures positions | Meilleures positions | Meilleures positions | Meilleures positions | Ventes         | Certifications                           |
| Titre                                                                          | Détails                                                                  | SUE                  | ALL                  | AUS                  | AUT                  | BEL (FL)             | BEL (WAL)            | CAN                  | É-U                  | FRA                  | P-B                  | R-U Comp             | SUI                  | Ventes         | Certifications                           |
| ------------------------------------------------------------------------------ | ------------------------------------------------------------------------ | -------------------- | -------------------- | -------------------- | -------------------- | -------------------- | -------------------- | -------------------- | -------------------- | -------------------- | -------------------- | -------------------- | -------------------- | -------------- | ---------------------------------------- |
| Until One                                                                      | - Sortie: 22 octobre 2010 - Label: Polydor - Formats: CD, téléchargement | 13                   | —                    | —                    | —                    | 6                    | 22                   | —                    | 139                  | 66                   | 8                    | 2                    | 18                   | - É-U: 57,000  | - GLF: Platine - BPI: Or                 |
| Until Now                                                                      | - 19 octobre 2012 - Label: Polydor - Formats: CD, téléchargement         | 3                    | 26                   | 10                   | 10                   | 6                    | 12                   | 7                    | 14                   | 41                   | 6                    | 1                    | 7                    | - R-U: 450,000 | - GLF: Platine - ARIA: Or - BPI: Platine |
| « — » signifie que l'album ne s'est pas classé ou n'est pas sorti dans le pays |                                                                          |                      |                      |                      |                      |                      |                      |                      |                      |                      |                      |                      |                      |                |                                          |

### Albums live
| Titre                            | Détails                                                               |
| -------------------------------- | --------------------------------------------------------------------- |
| One Night Stand: The Live Album  | - Sortie: 27 décembre 2012 - Label: EMI - Formats: CD, téléchargement |
| One Last Tour: A Live Soundtrack | - Sortie: 15 avril 2014 - Label: Virgin - Formats: Téléchargement     |

## Singles

### Sous le nom Axwell, Steve Angello & Sebastian Ingrosso
| Titre                                                                            | Année | Meilleures positions | Meilleures positions | Album                 |
| Titre                                                                            | Année | SUE                  | P-B                  | Album                 |
| -------------------------------------------------------------------------------- | ----- | -------------------- | -------------------- | --------------------- |
| Get Dumb (avec Laidback Luke)                                                    | 2007  | —                    | 45                   | Until One             |
| Leave the World Behind (avec Laidback Luke featuring Deborah Cox)                | 2009  | 39                   | 75                   | Until One / Until Now |
| « — » signifie que le single ne s'est pas classé ou n'est pas sorti dans le pays |       |                      |                      |                       |

### Sous le nom Swedish House Mafia
| Titre                                                                            | Année | Meilleures positions | Meilleures positions | Meilleures positions | Meilleures positions | Meilleures positions | Meilleures positions | Meilleures positions | Meilleures positions | Meilleures positions | Meilleures positions | Meilleures positions | Meilleures positions | Certifications | Album                 |
| Titre                                                                            | Année | SUE                  | ALL                  | AUS                  | AUT                  | BEL (FL)             | BEL (WAL)            | É-U                  | FRA                  | IRL                  | P-B                  | R-U                  | SUI                  | Certifications | Album                 |
| -------------------------------------------------------------------------------- | ----- | -------------------- | -------------------- | -------------------- | -------------------- | -------------------- | -------------------- | -------------------- | -------------------- | -------------------- | -------------------- | -------------------- | -------------------- | --- | --------------------- |
| One / One (Your Name) (feat. Pharrell)                                           | 2010  | 11                   | 41                   | —                    | 25                   | 2                    | 6                    | —                    | 56                   | 7                    | 3                    | 7                    | 13                   | - GLF: 7× Platine - ARIA: Or - BEA: Platine - BPI: Platine - NVPI: Platine                                                                      | Until One / Until Now |
| Miami 2 Ibiza (vs. Tinie Tempah)                                                 | 2010  | 10                   | 46                   | 31                   | 36                   | 3                    | 3                    | —                    | 71                   | 5                    | 1                    | 4                    | 19                   | - GLF: 5× Platine - ARIA: Platine - BPI: Platine                                                                                                | Until One / Until Now |
| Save the World (vocaux de John Martin)                                           | 2011  | 4                    | 37                   | —                    | 31                   | 5                    | 18                   | —                    | 30                   | 11                   | 20                   | 10                   | 26                   | - GLF: 5× Platine - ARIA: Platine - BEA: Or - BPI: Argent                                                                                       | Until Now             |
| Antidote (vs. Knife Party)                                                       | 2011  | 17                   | 63                   | —                    | 30                   | 35                   | —                    | —                    | 93                   | 39                   | 49                   | 4                    | 70                   | - GLF: 3× Platine - BPI: Argent | Until Now             |
| Greyhound                                                                        | 2012  | 6                    | 53                   | —                    | 42                   | 9                    | 10                   | —                    | 39                   | 25                   | 12                   | 13                   | 33                   | - GLF: 7× Platine - ARIA: Or - BPI: Or | Until Now             |
| Don't You Worry Child (feat. John Martin)                                        | 2012  | 1                    | 9                    | 1                    | 5                    | 4                    | 10                   | 6                    | 37                   | 2                    | 5                    | 1                    | 7                    | - GLF: 9× Platine - ARIA: 7× Platine - BEA: Or - BPI: 2× Platine - BVMI: 3× Or - IFPI AUT: Or - IFPI SWI: Platine - NVPI: Or - RIAA: 3× Platine | Until Now             |
| It Gets Better                                                                   | 2021  | 35                   | —                    | —                    | —                    | —                    | —                    | —                    | —                    | —                    | —                    | —                    | —                    | | Paradise Again        |
| Lifetime (feat. Ty Dolla $ign & 070 Shake)                                       | 2021  | 35                   | —                    | —                    | —                    | —                    | —                    | —                    | —                    | —                    | —                    | —                    | —                    | | Paradise Again        |
| Moth to a Flame (avec The Weeknd)                                                | 2021  | 5                    | 14                   | 8                    | 19                   | 17                   | 16                   | 27                   | 34                   | 13                   | 19                   | 15                   | 10                   | - ARIA: Platine - BPI: Or - BVMI: Or - RIAA: Platine - SNEP: Diamant                                                                            | Paradise Again        |
| Redlight (avec Sting)                                                            | 2022  | —                    | —                    | —                    | —                    | —                    | —                    | —                    | —                    | —                    | —                    | —                    | —                    | | Paradise Again        |
| Heaven Takes You Home (avec Connie Constance)                                    | 2022  | 18                   | —                    | —                    | —                    | —                    | 26                   | —                    | 128                  | 81                   | 26                   | 80                   | —                    | - SNEP: Or | Paradise Again        |
| Turn on the Lights again.. (avec Fred again.. feat. Future)                      | 2022  | —                    | —                    | —                    | —                    | —                    | —                    | —                    | —                    | 23                   | —                    | 27                   | —                    | - ARIA: Or - BPI: Silver | USB                   |
| See the Light (feat. Fridayy)                                                    | 2023  | —                    | —                    | —                    | —                    | —                    | —                    | —                    | —                    | —                    | —                    | —                    | —                    | |                       |
| Ray of Solar                                                                     | 2023  | 54                   | —                    | —                    | —                    | —                    | —                    | —                    | —                    | —                    | —                    | —                    | —                    | |                       |
| « — » signifie que le single ne s'est pas classé ou n'est pas sorti dans le pays |       |                      |                      |                      |                      |                      |                      |                      |                      |                      |                      |                      |                      | |                       |

## DVD
| Titre                  | Date de sortie   |
| ---------------------- | ---------------- |
| Take One               | 29 novembre 2010 |
| Leave the World Behind | 2 septembre 2014 |

## Remixes
- 2009 : Axwell & Ingrosso & Angello & Laidback Luke feat. Deborah Cox - Leave the World Behind (Dimitri Vegas & Like Mike vs. SHM Dark Forest Edit)
- 2011 : Coldplay - Every Teardrop Is a Waterfall (Swedish House Mafia Remix)
- 2011 : Swedish House Mafia vs. Knife Party - Antidote (Swedish House Mafia Dub)
- 2012 : Taio Cruz - Troublemaker (Swedish House Mafia Remix)
- 2012 : Usher - Euphoria (Swedish House Mafia Dub Mix)
- 2022 : The Weeknd feat. Swedish House Mafia - Sacrifice (Remix)

## Clips vidéo
| Titre                                          | Année | Réalisateur(s)                  |
| ---------------------------------------------- | ----- | ------------------------------- |
| One (Your Name) (featuring Pharrell)           | 2010  | Henrik Hanson, Christian Larson |
| Miami 2 Ibiza (vs. Tinie Tempah)               | 2010  | Christian Larson                |
| Save the World (featuring John Martin)         | 2011  | John Watts                      |
| Antidote (vs. Knife Party)                     | 2012  | BB Gun                          |
| Greyhound                                      | 2012  | Carl Erik Rinsch                |
| Don't You Worry Child (featuring John Martin)  | 2012  | Christian Larson                |
| It Gets Better                                 | 2021  | Alexander Wessely,              |
| Lifetime (featuring Ty Dolla $ign & 070 Shake) | 2021  | Alexander Wessely,              |
| Moth to a Flame (avec The Weeknd)              | 2021  | Alexander Wessely,              |
| Redlight (avec Sting)                          | 2022  | Alexander Wessely,              |